# حمض أورثو السيليسيك
حمض أورثو السيليسيك هو مركب كيميائي صيغته H4O4Si، والتي يمكن أن تكتب على الشكل Si(OH)4، وهو يوجد فقط على شكل محلول.

## التحضير
نظرياً يمكن أن يحضر هذا المركب من تفاعل التوازن الكيميائي بين ثنائي أكسيد السيليكون والماء:
{\displaystyle {\ce {Si(OH)4 <=> SiO2 + 2H2O}}}
بالتالي فإن السيليكا هي أنهيدريد لحمض أورثو السيليسيك.
أما عملياً فيمكن أن يحضر المركب من تفاعل تحلل بالهيدروجين لمركب Si(OCH2C6H5)4 رباعي (بنزويل أوكسي) السيلان في وسط من ثنائي ميثيل أسيتاميد أو مذيبات متعلقة.

## في المحيطات
يزداد انحلال السيليكا في مياه المحيطات مع ازدياد العمق، وتشير الحسابات النظرية أن انحلال السيليكا تبدأ بتشكل المعقد SiO2·2H2O، ومنه يتحول إلى حمض الأورثوسيليسيك.